# 塔爾塔克 (切切利尼克區)
48°12′8″N 29°24′43″E / 48.20222°N 29.41194°E
塔爾塔克（烏克蘭語：Тартак），是烏克蘭的村落，位於該國西南部文尼察州，由海辛區負責管轄，始建於1730年，面積5.16平方公里，人口2,000，人口密度每平方公里400人。